# Microrégion d'Assis
La microrégion d'Assis est l'une des deux microrégions qui subdivisent la mésorégion d'Assis de l'État de São Paulo au Brésil.
Elle comporte 17 municipalités qui regroupaient 265 736 habitants en 2006 pour une superficie totale de 7 142 km².

## Municipalités[1]
- Assis
- Borá
- Campos Novos Paulista
- Cândido Mota
- Cruzália
- Florínea
- Ibirarema
- Iepê
- Lutécia
- Maracaí
- Nantes
- Palmital
- Paraguaçu Paulista
- Pedrinhas Paulista
- Platina
- Quatá
- Tarumã